# Gornja Greda
Gornja Greda – wieś w Chorwacji, w żupanii zagrzebskiej, w gminie Brckovljani. W 2011 roku liczyła 625 mieszkańców.